# Перший вчитель
«Перший вчитель» — радянський художній фільм 1965 року, режисера Андрія Михалкова-Кончаловського. За однойменною книгою  Чингіза Айтматова.

## Сюжет
Дія розгортається в перші роки Радянської влади в Киргизії. Не так давно закінчилася Громадянська війна. У дальній аул по комсомольській путівці приїжджає вчитель Дюйшен — колишній червоноармієць. Його запал і фанатизм, з якими він намагається нести прогрес в народ, стикаються з багатовіковими засадами життя на Сході.

## У ролях
- Наталія Арінбасарова — Алтинай
- Болот Бейшеналієв — вчитель Дюйшен
- Роза Табалдиєва — дівчинка на коні
- Советбек Джумадилов — Каїмбай
- Насретдин Дубашев — епізод
- Клара Юсупжанова — Бурма
- Касим Абенули Жакібаєв — епізод
- Даркуль Куюкова — тітка Алтинай
- Бакен Кидикеєва — Чернуха
- Ідрис Ногайбаєв — бай Нармагамбет

## Знімальна група
- Режисер-постановник:  Андрій Михалков-Кончаловський
- Сценаристи: Чингіз Айтматов,  Борис Добродєєв,  Андрій Михалков-Кончаловський
- Оператор:  Георгій Рерберг
- Композитор:  В'ячеслав Овчинников
- Художник-постановник:  Михайло Ромадін
- Звукооператор: Євген Кашкевич, Софія Каценеленбоген
- Монтаж: Єва Ладиженська
- Оператор комбінованих зйомок:  Борис Травкин